# ATP Houston

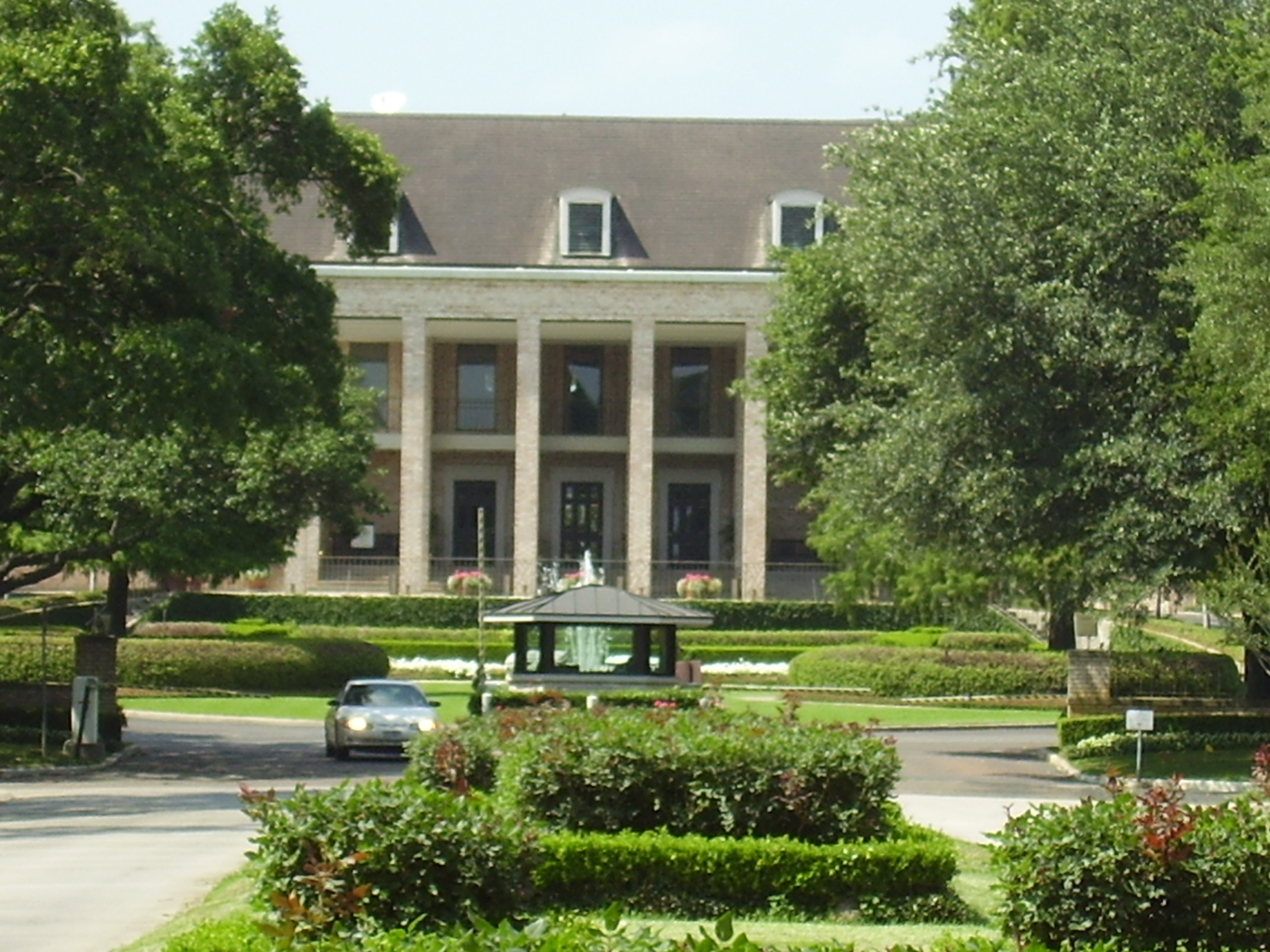
Veranstaltungsort des Turniers, der River Oaks Country Club

Das ATP-Turnier von Houston (offiziell Fayez Sarofim & Co. US Men’s Clay Court Championship) ist ein jährlich in Houston, Texas, im Freien auf Sandplatz ausgetragenes Herren-Tennisturnier. Innerhalb der ATP Tour gehört es zur ATP Tour 250, der niedrigsten Kategorie und findet alljährlich im April statt.

## Geschichte
Das Turnier blickt auf eine lange Geschichte zurück, bereits 1910 fand der erste Wettbewerb – damals noch in Omaha, Nebraska – statt. Das Turnier wurde gegründet, um Sandplätze und den Tennissport im Mittleren Westen der USA populärer zu machen. Sandplätze waren im Gegensatz zu den damals üblichen Rasenplätzen günstiger in der Anschaffung und in der Instandhaltung. Das Turnier wechselte im Laufe der Jahrzehnte häufig den Standort, ehe es 2001 nach Houston zog. Bis 2007 wurde im Westside Tennis Club gespielt, ehe man 2008 zum River Oaks Country Club umzog. Dort wurde seit 1931 das River Oaks International Tennis Tournament ausgetragen, das in den letzten Jahren nur noch Exhibitions-Turniere ausgespielt hatte. 2008 wurden diese zwei Turniere zusammengelegt. Zudem wird seit diesem Jahr nicht mehr auf einem Sand gespielt, der mit dem in Roland Garros vergleichbar ist; stattdessen verwendet man den in Europa eher ungebräuchlichen Har-Tru-Sand, den man auch amerikanischen oder grünen Sand nennt, der in Houston allerdings eine bräunliche Farbe hat.
Gab es früher noch mehrere Sandplatzturniere in den USA, etwa in Atlanta oder in Coral Springs, so ist das Turnier in Houston heute das einzig verbliebene US-amerikanische Sandplatzturnier auf der ATP Tour.

## Siegerliste der Open Era
Mit sieben Siegen ist Bill Tilden Rekordtitelträger, in der Open Era war Jimmy Connors mit vier Titeln am erfolgreichsten. Im Doppel gewannen die Zwillinge Bob und Mike Bryan mit jeweils sechs Titeln das Turnier am häufigsten.

### Einzel
| Austragungsort | Jahr                | Sieger                | Finalist                | Finalergebnis       |
| -------------- | ------------------- | --------------------- | ----------------------- | ------------------- |
| Houston        | 2025                | Jenson Brooksby       | Frances Tiafoe          | 6:4, 6:2            |
| Houston        | 2024                | Ben Shelton           | Frances Tiafoe          | 7:5, 4:6, 6:3       |
| Houston        | 2023                | Frances Tiafoe        | Tomás Martín Etcheverry | 7:61, 7:66          |
| Houston        | 2022                | Reilly Opelka         | John Isner              | 6:3, 7:67           |
| Houston        | 2020–2021: abgesagt |                       |                         |                     |
| Houston        | 2019                | Cristian Garín        | Casper Ruud             | 7:64, 4:6, 6:3      |
| Houston        | 2018                | Steve Johnson (2)     | Tennys Sandgren         | 7:62, 2:6, 6:4      |
| Houston        | 2017                | Steve Johnson (1)     | Thomaz Bellucci         | 6:4, 4:6, 7:65      |
| Houston        | 2016                | Juan Mónaco (2)       | Jack Sock               | 3:6, 6:3, 7:5       |
| Houston        | 2015                | Jack Sock             | Sam Querrey             | 7:69, 7:62          |
| Houston        | 2014                | Fernando Verdasco     | Nicolás Almagro         | 6:3, 7:64           |
| Houston        | 2013                | John Isner            | Nicolás Almagro         | 6:3, 7:5            |
| Houston        | 2012                | Juan Mónaco (1)       | John Isner              | 6:2, 3:6, 6:3       |
| Houston        | 2011                | Ryan Sweeting         | Kei Nishikori           | 6:4, 7:63           |
| Houston        | 2010                | Juan Ignacio Chela    | Sam Querrey             | 5:7, 6:4, 6:3       |
| Houston        | 2009                | Lleyton Hewitt        | Wayne Odesnik           | 6:2, 7:5            |
| Houston        | 2008                | Marcel Granollers     | James Blake             | 6:4, 1:6, 7:5       |
| Houston        | 2007                | Ivo Karlović          | Mariano Zabaleta        | 6:4, 6:1            |
| Houston        | 2006                | Mardy Fish            | Jürgen Melzer           | 3:6, 6:4, 6:3       |
| Houston        | 2005                | Andy Roddick (3)      | Sébastien Grosjean      | 6:2, 6:2            |
| Houston        | 2004                | Tommy Haas            | Andy Roddick            | 6:3, 6:4            |
| Houston        | 2003                | Andre Agassi (2)      | Andy Roddick            | 3:6, 6:3, 6:4       |
| Houston        | 2002                | Andy Roddick (2)      | Pete Sampras            | 7:69, 6:3           |
| Houston        | 2001                | Andy Roddick (1)      | Lee Hyung-taik          | 7:5, 6:3            |
| Orlando        | 2000                | Fernando González     | Nicolás Massú           | 6:2, 6:3            |
| Orlando        | 1999                | Magnus Norman         | Guillermo Cañas         | 6:0, 6:3            |
| Orlando        | 1998                | Jim Courier           | Michael Chang           | 7:5, 3:6, 7:5       |
| Orlando        | 1997                | Michael Chang         | Grant Stafford          | 4:6, 6:2, 6:1       |
| Pinehurst      | 1996                | Fernando Meligeni     | Mats Wilander           | 6:4, 6:2            |
| Pinehurst      | 1995                | Thomas Enqvist        | Javier Frana            | 6:3, 3:6, 6:3       |
| Birmingham     | 1994                | Jason Stoltenberg     | Gabriel Markus          | 6:3, 6:4            |
| Charlotte      | 1993                | Horacio de la Peña    | Jaime Yzaga             | 3:6, 6:3, 6:4       |
| Charlotte      | 1992                | MaliVai Washington    | Claudio Mezzadri        | 6:3, 6:3            |
| Charlotte      | 1991                | Jaime Yzaga           | Jimmy Arias             | 6:3, 7:5            |
| Kiawah Island  | 1990                | David Wheaton         | Mark Kaplan             | 6:4, 6:4            |
| Charleston     | 1989                | Jay Berger            | Lawson Duncan           | 6:4, 6:3            |
| Charleston     | 1988                | Andre Agassi (1)      | Jimmy Arias             | 6:2, 6:2            |
| Indianapolis   | 1987                | Mats Wilander         | Kent Carlsson           | 7:5, 6:3            |
| Indianapolis   | 1986                | Andrés Gómez (2)      | Thierry Tulasne         | 6:4, 7:6            |
| Indianapolis   | 1985                | Ivan Lendl            | Andrés Gómez            | 6:1, 6:3            |
| Indianapolis   | 1984                | Andrés Gómez (1)      | Balázs Taróczy          | 6:0, 7:6            |
| Indianapolis   | 1983                | Jimmy Arias           | Andrés Gómez            | 6:4, 2:6, 6:4       |
| Indianapolis   | 1982                | José Higueras         | Jimmy Arias             | 7:5, 5:7, 6:3       |
| Indianapolis   | 1981                | José Luis Clerc (2)   | Ivan Lendl              | 4:6, 6:4, 6:2       |
| Indianapolis   | 1980                | José Luis Clerc (1)   | Mel Purcell             | 7:5, 6:3            |
| Indianapolis   | 1979                | Jimmy Connors (4)     | Guillermo Vilas         | 6:1, 2:6, 6:4       |
| Indianapolis   | 1978                | Jimmy Connors (3)     | José Higueras           | 7:5, 6:1            |
| Indianapolis   | 1977                | Manuel Orantes (3)    | Jimmy Connors           | 6:1, 6:3            |
| Indianapolis   | 1976                | Jimmy Connors (2)     | Wojciech Fibak          | 6:2, 6:4            |
| Indianapolis   | 1975                | Manuel Orantes (2)    | Arthur Ashe             | 6:2, 6:2            |
| Indianapolis   | 1974                | Jimmy Connors (1)     | Björn Borg              | 5:7, 6:3, 6:4       |
| Indianapolis   | 1973                | Manuel Orantes (1)    | Georges Goven           | 6:4, 6:1, 6:4       |
| Indianapolis   | 1972                | Bob Hewitt            | Jimmy Connors           | 7:6, 6:1, 6:2       |
| Indianapolis   | 1971                | Željko Franulović (2) | Cliff Richey            | 6:3, 6:4, 0:6, 6:3  |
| Indianapolis   | 1970                | Cliff Richey          | Stan Smith              | 6:2, 10:8, 3:6, 6:1 |
| Indianapolis   | 1969                | Željko Franulović (1) | Rafael Osuna            | 7:5, 6:3, 6:4       |

### Doppel
| Austragungsort | Jahr                                | Sieger                                 | Finalisten                               | Finalergebnis      |
| -------------- | ----------------------------------- | -------------------------------------- | ---------------------------------------- | ------------------ |
| Houston        | 2025                                | Fernando Romboli John-Patrick Smith    | Federico Agustín Gómez Santiago González | 6:1, 6:4           |
| Houston        | 2024                                | Max Purcell (3) Jordan Thompson (2)    | William Blumberg John Peers              | 7:5, 6:1           |
| Houston        | 2023                                | Max Purcell (2) Jordan Thompson (1)    | Julian Cash Henry Patten                 | 4:6, 6:4, [10:5]   |
| Houston        | 2022                                | Matthew Ebden Max Purcell (1)          | Ivan Sabanov Matej Sabanov               | 6:3, 6:3           |
| Houston        | 2020–2021: abgesagt                 |                                        |                                          |                    |
| Houston        | 2019                                | Santiago González Aisam-ul-Haq Qureshi | Ken Skupski Neal Skupski                 | 3:6, 6:4, [10:6]   |
| Houston        | 2018                                | Maks Mirny Philipp Oswald              | Andre Begemann Antonio Šančić            | 6:72, 6:4, [11:9]  |
| Houston        | 2017                                | Julio Peralta Horacio Zeballos         | Dustin Brown Frances Tiafoe              | 4:6, 7:5, [10:6]   |
| Houston        | 2016                                | Bob Bryan (6) Mike Bryan (6)           | Víctor Estrella Santiago González        | 4:6, 6:3, [10:8]   |
| Houston        | 2015                                | Ričardas Berankis Teimuras Gabaschwili | Treat Huey Scott Lipsky                  | 6:4, 6:4           |
| Houston        | 2014                                | Bob Bryan (5) Mike Bryan (5)           | David Marrero Fernando Verdasco          | 4:6, 6:4, [11:9]   |
| Houston        | 2013                                | Jamie Murray John Peers                | Bob Bryan Mike Bryan                     | 1:6, 7:63, [12:10] |
| Houston        | 2012                                | James Blake (2) Sam Querrey            | Treat Huey Dominic Inglot                | 7:614, 6:4         |
| Houston        | 2011                                | Bob Bryan (4) Mike Bryan (4)           | John Isner Sam Querrey                   | 6:74, 6:2, [10:5]  |
| Houston        | 2010                                | Bob Bryan (3) Mike Bryan (3)           | Stephen Huss Wesley Moodie               | 6:3, 7:5           |
| Houston        | 2009                                | Bob Bryan (2) Mike Bryan (2)           | Jesse Levine Ryan Sweeting               | 6:1, 6:2           |
| Houston        | 2008                                | Ernests Gulbis Rainer Schüttler        | Pablo Cuevas Marcel Granollers           | 7:5, 7:63          |
| Houston        | 2007                                | Bob Bryan (1) Mike Bryan (1)           | Mark Knowles Daniel Nestor               | 7:63, 6:4          |
| Houston        | 2006                                | Michael Kohlmann Alexander Waske       | Julian Knowle Jürgen Melzer              | 5:7, 6:4, [10:5]   |
| Houston        | 2005                                | Mark Knowles (2) Daniel Nestor (2)     | Martín Alberto García Luis Horna         | 6:3, 6:4           |
| Houston        | 2004                                | James Blake (1) Mardy Fish (2)         | Rick Leach Brian MacPhie                 | 6:3, 6:4           |
| Houston        | 2003                                | Mark Knowles (1) Daniel Nestor (1)     | Jan-Michael Gambill Graydon Oliver       | 6:4, 6:3           |
| Houston        | 2002                                | Mardy Fish (1) Andy Roddick            | Jan-Michael Gambill Graydon Oliver       | 6:4, 6:4           |
| Houston        | 2001                                | Mahesh Bhupathi Leander Paes (2)       | Kevin Kim Jim Thomas                     | 7:6 4, 6:2         |
| Orlando        | 2000                                | Leander Paes (1) Jan Siemerink         | Justin Gimelstob Sébastien Lareau        | 6:3, 6:4           |
| Orlando        | 1999                                | Jim Courier Todd Woodbridge (2)        | Bob Bryan Mike Bryan                     | 7:6 4, 6:4         |
| Orlando        | 1998                                | Grant Stafford Kevin Ullyett           | Michael Tebbutt Mikael Tillström         | 4:6, 6:4, 7:5      |
| Orlando        | 1997                                | Mark Merklein Vincent Spadea           | Alex O’Brien Jeff Salzenstein            | 6:4, 4:6, 6:4      |
| Pinehurst      | 1996                                | Pat Cash Patrick Rafter                | Ken Flach David Wheaton                  | 6:2, 6:3           |
| Pinehurst      | 1995                                | Todd Woodbridge (1) Mark Woodforde     | Alex O’Brien Sandon Stolle               | 6:2, 6:4           |
| Birmingham     | 1994                                | Richey Reneberg Christo van Rensburg   | Brian MacPhie David Witt                 | 2:6, 6:3, 6:2      |
| Charlotte      | 1993                                | Rikard Bergh Trevor Kronemann          | Javier Frana Leonardo Lavalle            | 6:1, 6:2           |
| Charlotte      | 1992                                | Steve DeVries David Macpherson         | Bret Garnett Jared Palmer                | 6:4, 7:6           |
| Charlotte      | 1991                                | Rick Leach Jim Pugh                    | Bret Garnett Greg Van Emburgh            | 6:3, 2:6, 6:3      |
| Kiawah Island  | 1990                                | Scott Davis David Pate                 | Jim Grabb Leonardo Lavalle               | 6:2, 6:3           |
| Charleston     | 1989                                | Mikael Pernfors Tobias Svantesson      | Agustín Moreno Jaime Yzaga               | 6:4, 4:6, 7:5      |
| Charleston     | 1988                                | Pieter Aldrich Danie Visser            | Jorge Lozano Todd Witsken                | 7:6, 6:3           |
| Indianapolis   |                                     |                                        |                                          |                    |
| 1987           | Laurie Warder Blaine Willenborg     | Joakim Nyström Mats Wilander           | 6:0, 6:3                                 |                    |
| 1986           | Hans Gildemeister Andrés Gómez      | John Fitzgerald Sherwood Stewart       | 6:4, 6:3                                 |                    |
| 1985           | Ken Flach (2) Robert Seguso (2)     | Pavel Složil Kim Warwick               | 6:4, 6:4                                 |                    |
| 1984           | Ken Flach (1) Robert Seguso (1)     | Heinz Günthardt Balázs Taróczy         | 7:6, 7:5                                 |                    |
| 1983           | Sherwood Stewart (2) Mark Edmondson | Carlos Kirmayr Cássio Motta            | 6:3, 6:2                                 |                    |
| 1982           | Ferdi Taygan Sherwood Stewart (1)   | Robbie Venter Blaine Willenborg        | 6:4, 7:5                                 |                    |
| 1981           | Steve Denton (2) Kevin Curren (2)   | Raúl Ramírez Van Winitsky              | 6:3, 5:7, 7:5                            |                    |
| 1980           | Steve Denton (1) Kevin Curren (1)   | Wojciech Fibak Ivan Lendl              | 3:6, 7:6, 6:4                            |                    |
| 1979           | John McEnroe Gene Mayer (2)         | Jan Kodeš Tomáš Šmíd                   | 6:4, 7:6                                 |                    |
| 1978           | Hank Pfister Gene Mayer (1)         | Jeff Borowiak Chris Lewis              | 6:3, 6:1                                 |                    |
| 1977           | Patricio Cornejo Jaime Fillol       | Dick Crealy Cliff Letcher              | 6:7, 6:4, 6:3                            |                    |
| 1976           | Raúl Ramírez Brian Gottfried        | Fred McNair Sherwood Stewart           | 6:2, 6:2                                 |                    |
| 1975           | Manuel Orantes Juan Gisbert         | Wojciech Fibak Hans-Jürgen Pohmann     | 7:5, 6:0                                 |                    |
| 1974           | Jimmy Connors Ilie Năstase          | Jürgen Faßbender Hans-Jürgen Pohmann   | 6:7, 6:3, 6:4                            |                    |
| 1973           | Frew McMillan (2) Bob Carmichael    | Manuel Orantes Ion Țiriac              | 6:3, 6:4                                 |                    |
| 1972           | Bob Hewitt Frew McMillan (1)        | Patricio Cornejo Jaime Fillol          | 6:2, 6:3                                 |                    |
| 1971           | Željko Franulović Jan Kodeš         | Clark Graebner Erik van Dillen         | 7:6, 5:7, 6:3                            |                    |
| 1970           | Arthur Ashe Clark Graebner (2)      | Ilie Năstase Ion Țiriac                | 2:6, 6:4, 6:4                            |                    |
| 1969           | Clark Graebner (1) Bill Bowrey      | Dick Crealy Allan Stone                | 6:4, 4:6, 6:4                            |                    |